# 国際弓道連盟
国際弓道連盟（こくさいきゅうどうれんめい、英: International Kyudo Federation）は、弓道における国際競技連盟である。略称は国際弓連、IKYF。本部は東京都渋谷区。世界32カ国の団体で構成されている。アジア地区では現在、日本、台湾、香港とシンガポールが加盟。2006年5月2日設立。他の国際競技連盟とは違い、英語も使うが技術用語はほとんど日本語を使用している。

## 会員
- 日本:全日本弓道連盟
- アメリカ:アメリカ弓道連盟
- カナダ:カナダ弓道連盟
- ニュージーランド:ニュージーランド弓道連盟
- ロシア:ロシア弓道連盟
- ルーマニア:ルーマニア弓道連盟
- リトアニア:リトアニア弓道連盟
- ドイツ:ドイツ弓道連盟
- フランス:フランス柔道柔術剣道及び関連武道連盟 全フランス弓道委員会
- イタリア:イタリア弓道連盟
- スイス:スイス弓道連盟
- ベルギー:ベルギー弓道連盟
- イギリス:英国弓道連盟
- オランダ:オランダ弓道連盟
- オーストリア:オーストリア弓道連盟
- フィンランド:フィンランド弓道連盟
- スペイン:スペイン弓道連盟
- ノルウェー:ノルウェー弓道連盟
- スウェーデン:スウェーデン弓道連盟
- デンマーク:デンマーク弓道連盟
- ポルトガル:ポルトガル弓道連盟
- アイスランド:アイスランド弓道連盟
- ルクセンブルク:ルクセンブルク弓道連盟
- 台湾:台湾弓道協会
- 香港:香港弓道協会